# Morinda phyllireoides
Morinda phyllireoides är en måreväxtart som beskrevs av Jacques-Julien Houtou de La Billardière. Morinda phyllireoides ingår i släktet Morinda och familjen måreväxter. Inga underarter finns listade i Catalogue of Life.